# Ример, Фридрих Вильгельм
Фридрих Вильгельм Ри́мер (нем. Friedrich Wilhelm Riemer; 19 апреля 1774, Клодзко — 19 декабря 1845, Веймар, Германский союз) — немецкий филолог, писатель, библиотекарь в Веймаре, с 1814 года секретарь Иоганна Вольфганга Гёте, с 1841 года — тайный советник при дворе Веймара.

## Биография
Фридрих Вильгельм Ример родился в семье чиновника, в 1787 году в возрасте 13 лет поступил в бреславльскую гимназию Марии-Магдалины. Благодаря его чёткому и орфографически правильному письму ректор гимназии Иоганн Каспар Фридрих Манзо часто поручал ему переписывать начисто свои сочинения, рецензии и стихотворения. Вознаграждением за эти услуги были не только деньги и учебники. Ректор приглашал ученика на обеды и брал с собой на прогулки. Ример окончил гимназию в 1794 году, получив лучшие рекомендации от Манзо, далее изучал филологию и теологию в Галле. Он получил место домашнего учителя для детей Вильгельма фон Гумбольдта и сопровождал семью учёного в Италию. 4 сентября 1803 года Ример поступил на службу в дом Гёте в Веймаре. В 1803—1808 годах Ример занимался обучением сына Гёте Августа. После 1806 года Ример неоднократно сопровождал Гёте в поездках в Карловы Вары. Гёте прислушивался к критическим замечаниям преданного и трудолюбивого специалиста по классической филологии Римера, в том числе принял предложенный им вариант заглавия для своей автобиографии.
В 1812—1821 годах Ример занимал должность профессора в веймарской гимназии. В 1814 году он поступил на работу в веймарскую библиотеку, а затем стал преемником Кристиана Августа Вульпиуса на посту её руководителя. В своём завещании Гёте распорядился об издании подготовленного им прижизненного собрания сочинений, поручив это Римеру и Иоганну Петеру Эккерману.